# Nagyalásony
Nagyalásony est un village et une commune du comitat de Veszprém en Hongrie.